# Pallapalayam (Erode)
Pallapalayam è una suddivisione dell'India, classificata come town panchayat, di 6.499 abitanti, situata nel distretto di Erode, nello stato federato del Tamil Nadu. In base al numero di abitanti la città rientra nella classe V (da 5.000 a 9.999 persone).

## Geografia fisica
La città è situata a 11° 23' 10 N e 77° 36' 56 E.

## Società

### Evoluzione demografica
Al censimento del 2001 la popolazione di Pallapalayam assommava a 6.499 persone, delle quali 3.284 maschi e 3.215 femmine. I bambini di età inferiore o uguale ai sei anni assommavano a 575, dei quali 315 maschi e 260 femmine. Infine, coloro che erano in grado di saper almeno leggere e scrivere erano 3.340, dei quali 2.010 maschi e 1.330 femmine.